# Yiğit Caner Aydın
Yiğit Caner Aydın (Estambul, 23 de agosto de 1992) el es una deportista turca que compitió en tiro con arco adaptado. Ganó una medalla de oro en los Campeonatos Mundiales de Dubái 2022 en la prueba W1 individual.

## Palmarés internacional
| Campeonatos Mundiales | Campeonatos Mundiales            | Campeonatos Mundiales | Campeonatos Mundiales |
| Año                   | Lugar                            | Medalla               | Prueba                |
| --------------------- | -------------------------------- | --------------------- | --------------------- |
| 2022                  | Dubái ( Emiratos Árabes Unidos)  | Medalla de oro        | Individual W1         |
| 2022                  | Dubái ( Emiratos Árabes Unidos)  | Medalla de oro        | Dobles W1             |
| 2019                  | 's-Hertogenbosch ( Países Bajos) | Medalla de oro        | Equipo W1             |
| 2017                  | Beijing ( China)                 | Medalla de oro        | Equipo W1             |